# Vladislav Ščučko
Vladislav Igorevič Ščučko (in russo Владислав Игоревич Щучко?; Leningrado, 29 giugno 1976) è un ex giocatore di calcio a 5 russo.

## Carriera
Come massimo riconoscimento in carriera vanta la partecipazione  al FIFA Futsal World Championship 2000 concluso dalla nazionale russa al quarto posto dopo aver perso la finalina contro il Portogallo.

## Palmarès
- Campionato russo: 1
Noril'skij Nikel': 2001-02